# Агенция „Митници“
Агенция „Митници“ е централизирана административна структура към министъра на финансите на България.
Тя е юридическо лице, второстепенен разпоредител с бюджетни кредити към министъра на финансите със седалище на адрес София, ул. „Г. С. Раковски“ 47.
Издръжката на агенцията се формира от бюджетни средства и от приходите по чл. 14 от Закона за митниците, на които агенцията е администратор.
В рамките на общата численост на персонала на агенцията се определя представител на агенцията:
- при Световната митническа организация в Брюксел (Белгия),
- в постоянното представителство на Република България към Европейския съюз в Брюксел,
- при Регионалния център за борба с трансграничната престъпност към инициативата за сътрудничество в Югоизточна Европа в Букурещ (Румъния).

## Структура на агенцията
Агенцията е структурирана в Централно митническо управление и 5 териториални дирекции:
•ТД Тракийска,
•ТД Югозападна,
•ТД Дунавска,
•ТД Северна морска
•ТД Южна морска.
Общата численост на персонала на Агенцията е 3362 щатни бройки, като от тях 1304 щатни бройки са към Централно митническо управление (включително регионалните звена на главните дирекции).
Администрацията на Централното митническо управление на Агенцията е организирана в 5 дирекции обща администрация Главна дирекция „Митническо разузнаване и разследване", Главна дирекция „Информационни системи и аналитична дейност" и 3 дирекции специализирана администрация, инспекторат и звено за вътрешен одит.
От 20.02.2024 г. директор на Агенция „Митници“ е Петя Банкова.

## История на митническата служба

### Временно руско управление след Освобождението на България
За началник на централното митническо управление е назначен Лев Тухолка (октомври 1878 г. - юли 1879 г.).

### Първо българско правителство
С Указ № 23 на княз Александър I от 17 юли 1879 г. се определят структурите на 6-те регламентирани от конституцията министерства. Във финансовото министерство се създава отделение за митниците, което да подготвя законови и подзаконови нормативни актове и да ръководи митническата администрация. Започва изграждането на митническата администрация. В следващите месеци се извършват промени в организацията на съществуващите учреждения и се откриват митници по южната граница на княжеството. Издават се правилници и наредби, чрез които продължава организацията на митническата дейност. В първоначалното устройство на Министерството на финансите се извършват промени, които засягат и митническото отделение. 
С указ № 340 от 5 май 1881 г. то се слива с отделението за косвените налози и има дълга обща история с него, като запазва и наименованието му.